# NGC 4893
NGC 4893 est une lointaine galaxie elliptique située dans la constellation des Chiens de chasse. Sa vitesse par rapport au fond diffus cosmologique est de 10 845 ± 36 km/s, ce qui correspond à une distance de Hubble de 160 ± 11 Mpc (∼522 millions d'al). NGC 4893 a été découverte par l'astronome prussien Heinrich Louis d'Arrest en 1865. Cette galaxie a aussi été observée par l'astronome allemand Max Wolf le 21 mars 1903 et elle a été inscrite à l'Index Catalogue sous la cote IC 4015.
En fait, on peut voir sur l'image relevé SDSS qu'il s'agit d'une paire de galaxies, mais la plupart des sources consultées désignent la galaxie au nord comme étant NGC 4893 et celle au sud comme étant la galaxie lenticulaire IC 4016 (PGC 44696). Il y a toutefois des versions différentes. Le professeur Seligman semble plutôt considérer NGC 4893 comme une réelle paire de galaxie constitué de IC 4015 au nord et de IC 4016 au sud, alors que Simbad désigne incorrectement la galaxie PGC 44696 au sud comme étant IC 4013 qui est en fait une étoile. D'autre part, les désignations IC 4015 et IC 4016 sont absentes des bases de données HyperLeda et Simbad, mais les données de PGC 44696 en font partie.